# Иоасаф (индийский царевич)

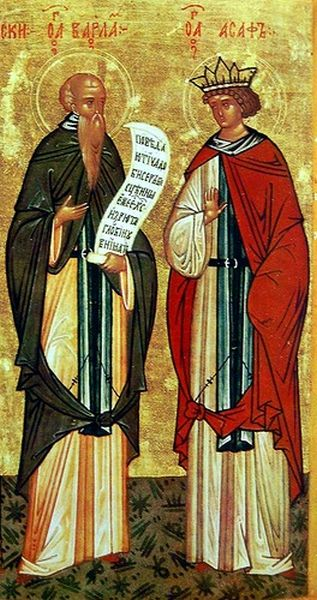
Святые Варлаам и Иоасаф Индийский царевич (фрагмент новгородской иконы конца XV — начала XVI века)

Иоаса́ф (изначально в русском переводе до XIX века — Иосафа́т) — индийский царевич, преподобный в Православной церкви, память совершается 19 ноября (2 декабря). Единственным житийным источником о нём является знаменитая «Повесть о Варлааме пустыннике и Иосафате царевиче», авторство которой православная традиция относит к преподобному Иоанну Дамаскину.
Согласно житию, Иоасаф был сыном языческого царя Авенира, который долго не имел детей и после рождения сына ему предсказали, что он примет христианство, гонимое его отцом. Чтобы избежать этого, Авенир построил для Иоасафа отдельный дворец, в котором тот жил до юношеского возраста. Однажды Иоасаф получил от отца разрешение покидать дворец и увидел, что за его стенами есть страдания, болезни и смерть. От этого у юноши появились мысли о суетности бытия. В ходе этих раздумий Иоасаф был обращён в христианство святым Варлаамом, с которым потом жил в пустыне 25 лет, оставив своё царство. Святой Иоасаф почил в пещере Варлаама. Христианство принял и царь Авенир, который почитается теперь вместе с Варлаамом и Иоасафом в один день.
История жизни Иоасафа в общих чертах совпадает с буддийскими сказаниями о Будде Шакьямуни. Так Католическая энциклопедия 1913 года считает «Повесть о Варлааме и Иоасафе» средневековой христианской переработкой легенд о Будде.
Мнение о буддийском прототипе получило практически полное признание, когда Д. Жимаре предложил этимологию имён главных героев: индийское Bodhisattva через арабское Budhasf (Budisatif) и грузинское Yudasif (Yiwasif) из-за смешения арабских b/y [/] и d/w [/] дало греческие и славянские Иоасаф. Арабское Bilawhar (Билавхар) через грузинское Balahvar (Балавар) дало впоследствии греческое Βαρλαάμ (Варлаам). Имя царя Авенира (греческое ᾿Αβεννήρ; грузинское Абенес/Абенесер) восходит, видимо, к арабскому Джунайсар.
В «Римском мартирологе» католической церкви память святых Варлаама и Иоасафа 27 ноября.